# Kacujoši Šinto
Kacujoši Šinto (japonsko 信藤 健仁), japonski nogometaš in trener, 15. september 1960.
Za japonsko reprezentanco je odigral 15 uradnih tekem.